# (2222) Lermontov
(2222) Lermontov ist ein Asteroid des äußeren Hauptgürtels, der von dem sowjetischen Astronomen Nikolai Tschernych am 19. September 1977 am Krim-Observatorium in Nautschnyj (IAU-Code 095) entdeckt wurde.
Sichtungen des Asteroiden hatte es vorher schon einige gegeben, zum Beispiel im Jahre 1933 unter der vorläufigen Bezeichnung 1933 UO an der Königlichen Sternwarte von Belgien in Uccle, am 13. Januar 1940 (1940 AG) am Konkoly-Observatorium in Budapest, am 5. Januar 1951 (1951 AD) am McDonald-Observatorium in Texas, am 6. Dezember 1961 (1961 XN) am Goethe-Link-Observatorium in Indiana, am 30. Dezember 1972 (1972 YH1) und 2. Februar 1973 (1973 AS2) sowie 27. Juli 1976 (1976 OM) am Krim-Observatorium in Nautschnyj.
Der mittlere Durchmesser von (2222) Lermontov beträgt knapp 30 km, die Albedo von 0,070 (±0,009) lässt auf eine dunkle Oberfläche schließen.
Der Asteroid gehört der Themis-Familie an, einer Gruppe von Asteroiden, die nach (24) Themis benannt wurde.
Die Rotationsperiode wurde von Maurice Clark bei Beobachtungen vom 23. bis 25. Dezember 2005 am Rosemary Hill Observatory in Florida bestimmt. Er kam auf einen Wert von 4,344 h (± 0,0008).
(2222) Lermontov wurde am 1. März 1981 nach dem russischen Dichter Michail Lermontow (1814–1841) benannt, der neben Alexander Puschkin und Fjodor Tjuttschew in der russischen Literatur einer der bedeutendsten Vertreter der Romantik war. Nach Puschkin wurde gleichzeitig der Asteroid (2208) Pushkin benannt, nach Tjuttschew 1999 der Asteroid (9927) Tyutchev. Nach Lermontov war schon 1976 ein Einschlagkrater auf der nördlichen Hemisphäre des Planeten Merkur benannt worden: Merkurkrater Lermontov.